# De Klimaatpolitie
De Klimaatpolitie was een Nederlands televisieprogramma van BNN op Nederland 3 gepresenteerd door Sophie Hilbrand en Nicolette Kluijver.
In dit televisieprogramma probeerde de Klimaatpolitie, gekleed in pakjes in camouflagekleuren en gewapend met een waterpistool, zeven verschillende milieuvervuilende bedrijven te laten beloven dat ze zich met schonere productie zullen gaan bezighouden. Personen die deze belofte deden, kregen een groen hart opgeplakt.
Het programma was bedoeld als aanloop naar Live Earth, een concert dat op 7 juli 2007 in acht steden, op alle continenten, gehouden werd ten behoeve van de strijd tegen de opwarming van de Aarde.

## Inval bij het NOS Journaal
Op 5 juli drongen Sophie Hilbrand en Nicolette Kluijver tijdens het weerbericht van het achtuurjournaal de studio binnen om weerman Gerrit Hiemstra te vragen of hij een toespraak wilde houden over de verslechtering van het klimaat.
Hans Laroes hoofdredacteur van het NOS Journaal was na deze actie kwaad omdat hij vond dat mensen het journaal niet mogen storen. Hij benadrukte hierbij dat het NOS Journaal een neutraal journaal moet zijn.
De presentator van het journaal Philip Freriks zei na het weerbericht dat de inval van de Klimaatpolitie niet gepland was, maar dat ze een soort van welkom waren.
3 op Reis ·
Afkicken ·
De allerslechtste echtgenoot van Nederland ·
Atletico Ananas ·
AVRO's Sterrenslag ·
Baby te huur ·
De Badgasten ·
De beste ·
Bitches ·
Bloed, Zweet en Luxeproblemen ·
Break Free · 
Cash Cab ·
Comedy Live ·
Costa! ·
Crazy 88 ·
Dennis en Valerio vs de rest ·
Dennis vs Valerio ·
Doe Maar Normaal ·
Egoland ·
Feuten ·
Finals ·
Floortje en de ambassadeurs · 
Floortje naar het einde van de wereld ·
Get Smarter in a Week ·
Golden Oldies ·
De Grote Donorshow ·
Hey DJ ·
Je zal het maar hebben ·
Je zal het maar zijn ·
Kannibalen ·
Katja vs Bridget ·
Katja vs De Rest ·
Kebab TV ·
De Klimaatpolitie ·
Lama gezocht ·
De Lama's ·
Lijst 0 ·
Loverboys ·
MaDiWoDoVrijdagshow ·
De Man met de Hamer ·
Mystery Party ·
De Nationale Eettest ·
De Nationale IQ Test ·
Neuken doe je zo! ·
De Nieuwste Show ·
Nu we er toch zijn ·
Onderweg naar Morgen ·
Over Mijn Lijk ·
Ranking the Stars ·
Rat van Fortuin ·
Ruben vs Geraldine ·
Ruben vs Katja ·
Ruben vs Sophie ·
Het schnitzelparadijs ·
De School ·
De slechtste chauffeur van Nederland ·
Sluipschutters ·
Smeris ·
De Social Club ·
Spuiten en Slikken ·
De Stalkshow ·
StartUp ·
Sterretje Gezocht ·
Stop in the Name of Love ·
Tessa ·
Tequila ·
Top of the Pops ·
Try Before You Die ·
Van God Los ·
Vier handen op één buik ·
VOC ·
Vrijdag op Maandag ·
Waar kan ik je 's nachts voor wakker maken? ·
Walhalla ·
Weg met BNN ·
De Zeven Zeeën